# Jacinto Pereira do Rego
Jacinto Pereira do Rego (? — ?) foi um político brasileiro.
Foi presidente da província do Amazonas, nomeado por carta imperial de 30 de dezembro de 1867, de 8 de fevereiro a 24 de agosto de 1868.